# Čata
Čata (in ungherese Csata) è un comune della Slovacchia facente parte del distretto di Levice, nella regione di Nitra.